# Diostracus fanjingshanensis
Diostracus fanjingshanensis är en tvåvingeart som beskrevs av Zhang, Yang och Kazuhiro Masunaga 2003. Diostracus fanjingshanensis ingår i släktet Diostracus och familjen styltflugor. Inga underarter finns listade i Catalogue of Life.